# Sinatra & Sextet: Live in Paris
Sinatra & Sextet: Live in Paris è un album dal vivo del cantante statunitense Frank Sinatra, pubblicato nel 1994, ma registrato nel 1962 a Parigi. 

## Tracce
1. Introduction by Charles Aznavour
2. Goody Goody
3. Imagination
4. At Long Last Love
5. Moonlight in Vermont
6. Without a Song
7. Day In, Day Out
8. I've Got You Under My Skin
9. I Get a Kick Out of You
10. The Second Time Around
11. Too Marvelous for Words
12. My Funny Valentine
13. In the Still of the Night
14. April in Paris
15. You're Nobody till Somebody Loves You
16. They Can't Take That Away from Me
17. Chicago (That Toddlin' Town)
18. Night and Day
19. I Could Have Danced All Night
20. One for My Baby (and One More for the Road)
21. A Foggy Day
22. Ol' Man River
23. The Lady Is a Tramp
24. I Love Paris
25. Nancy (With the Laughing Face)
26. Come Fly with Me

## Formazione
- Frank Sinatra - voce
- Bill Miller - piano
- Al Viola - chitarra
- Ralph Peña - basso
- Irv Cottler - batteria
- Emil Richards - vibrafono
- Harry Klee - sassofono, flauto